# 4 Dywizja Piechoty (USA)
4 Dywizja Piechoty (ang. 4th Infantry Division) – jedna z dywizji Armii Stanów Zjednoczonych. Pomimo nazwy, która jest pozostałością historyczną, jest jedną z sześciu tzw. dywizji ciężkich (pancerno-zmechanizowanych), składających się z piechoty zmechanizowanej, artylerii, broni pancernej i dużej liczby helikopterów.
Od sierpnia 2006 dywizja stacjonuje w Fort Carson w stanie Kolorado, dokąd została przeniesiona z Fort Hood w stanie Teksas.
Brała udział w operacji Overlord podczas II wojny światowej. Lądowała na plaży Utah i podążała do Carentan. Osłaniała ją 101 Dywizja Powietrznodesantowa.

Struktura dywizji w 2015